# Шалоя, Витторио
Витторио Шалоя (итал. Vittorio Scialoja; 24 апреля 1856 года, Турин — 19 ноября 1933 года, Рим) — профессор права, политический деятель Италии. В 1909 году министр юстиции, в 1919 — министр иностранных дел. Участник ряда международных конференций, проводившихся под эгидой Лиги наций по окончании Первой мировой войны. С 1924 года — учредитель Института  Итальянской энциклопедии и член её редакционной коллегии. Автор ряда литературных произведений.

## Биография
Сын Антонио Шалоя (1817–1877). С 1879 года — профессор римского права в Камерино. В 1881 году избран на аналогичную кафедру в университете Сиены, а в 1884 году — в Римском университете, которую он покинул через 47 лет — в 1931 году, за два года до смерти. В 1918 году избран членом Национальной академии деи Линчеи; в 1926 году стал её президентом, оставаясь на этом посту до 1932 года. В июле 1933 года его вновь избрали на этот почётный пост, на котором в этот раз Витторио Шалоя остался до самой смерти.
Основатель и постоянный секретарь Института римского права (итал. Istituto di diritto romano), один из инициаторов создания Международного института по унификации частного права (итал. Istituto internazionale per l'unificazione del diritto privato) и впоследствии его президент.

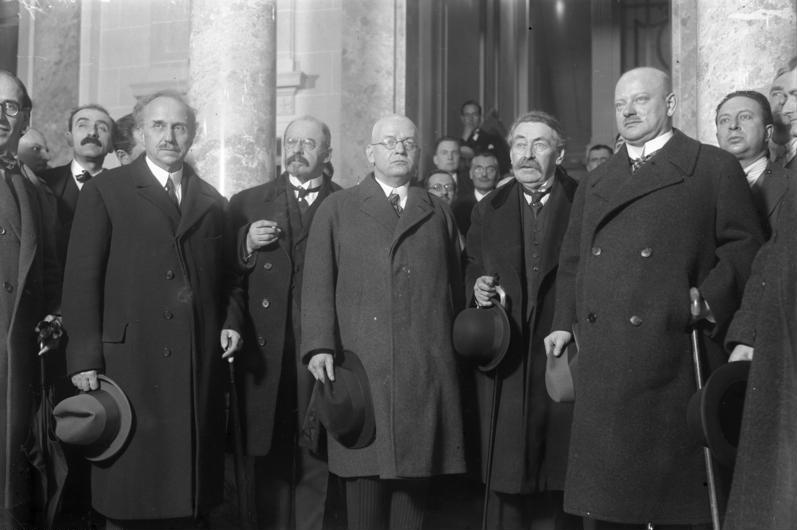
Витторио Шалоя (крайний справа, с тростью) после заседания Лиги наций в Женеве. 1928 год

В 1904 году избран в Сенат Италии. В 1909-10 году возглавлял министерство юстиции. В 1916–17 годах введён в правительство как министр без портфеля, ответственный за организацию пропагандистской поддержки участия Италии в Первой мировой войне.
По окончании войны, в 1919 году назначен министром иностранных дел в правительстве Франческо Нитти; этот пост занимал до 1920 года. В этом качестве участвовал в работе Парижской мирной конференции 1919–20 годов. Разработанный на этой конференции Версальский мирный договор, при подписании которого присутствовал и Шалоя, вызвал в Италии волну недовольства, что повлекло за собой отставку правительства Нитти. В 1921 году Витторио Шалоя было получено представлять Италию в Лиге Наций. Пост представителя в Лиге наций Шалоя занимал до 1932 года, участвуя в различных международных конференциях. В 1927 году ему был присвоен ранг государственного министра.
С 14 по 16 июня 1927 года он принимал участие в Женевской конференции министров иностранных дел, которая была собрана по инициативе Джозефа Остина Чемберлена.
Вместе с Ф. Серафини, И. Алибранди, Ч. Фадда и Ч. Феррини проводил систематические научно-исторические исследования в области римского права, результаты которых были впоследствии использованы в контексте общего обновления итальянской правовой науки. Личные его научные труды были посвящены, в том числе, исследованиям в области экзегетики, истории церкви и вероисповедания. Как ординарный профессор римского права, сотрудничал с Римским университетом «La Sapienza» («Знание»).
Как литератор, Витторио Шалоя работал в жанре романа.
«Бюллетень Института римского права» (итал. «Bullettino dell’Istituto di diritto romano»), инициатором создания которого был Витторио Шалоя, и сегодня носит имя своего основателя.